# Титов, Владимир Георгиевич (космонавт)
Влади́мир Гео́ргиевич Тито́в (род. 1 января 1947, Сретенск, Читинская область) — советский, российский космонавт.
Титов удостоен звания Герой Советского Союза (1988), награждён двумя орденами Ленина (1983 и 1988). Заслуженный мастер спорта СССР (1989).
В 1988 году Франция удостоила его титула Командор ордена Почётного легиона, а в 1990 году (вместе с Мусой Манаровым) он был награждён медалью U. S. Harmon Prize в знак признания их мирового рекорда по продолжительности полёта. Почётный гражданин Ялты (2017).

## Биография
Родился 1 января 1947 года в городе Сретенск Читинской области в семье служащего. Русский. В 1965 году окончил 11 классов средней школы № 2 города Борзна Черниговской области Украины.
В Советской Армии с июня 1966 года — курсант Черниговского высшего военного авиационного училища лётчиков. С 20 июня 1970 года, после окончания училища служил лётчиком-инструктором,  С мая 1971 года — член КПСС. С 30 ноября 1973 года — старший лётчик-инструктор 701-го учебного авиационного полка (УАП) Черниговского ВВАУЛ.
С 10 апреля 1974 года служил командиром звена 2-й истребительной авиационной эскадрильи 70-го отдельного истребительного тренировочного авиационного полка особого назначения им. В. С. Серёгина 1 НИИ ЦПК. Летал на различных модификациях самолёта МиГ-21.
«Военный летчик 1 класса» «Военный летчик-испытатель 3 класса».

В отряде космонавтов с августа 1976 года (6-й набор космонавтов ЦПК ВВС). Прошёл полный курс общекосмической подготовки и подготовки к полётам на КК типа «Союз», «Союз Т» и на орбитальных станциях типа «Салют» и «Мир».
20—22 апреля 1983 года подполковник В. Г. Титов в качестве командира КК «Союз Т-8» совместно с бортинженером Г. М. Стрекаловым и космонавтом-исследователем А. А. Серебровым осуществил свой первый полёт в космос. Программа полёта предусматривала стыковку КК «Союз Т-8» с орбитальным космическим комплексом «Салют-7» — «Космос-1443» и выполнение на борту пилотируемого комплекса ряда научно-технических и медико-биологических исследований и экспериментов. Но вследствие появления отклонений от предусмотренных режимов сближения Центр управления полётом принял решение стыковку КК «Союз Т-8» с орбитальным космическим комплексом отменить.
26 сентября 1983 года В. Г. Титов и Г. М. Стрекалов готовились к полёту на КК «Союз Т-10-1». Но за несколько секунд до старта из-за возгорания ракеты-носителя сработала система аварийного спасения. Спускаемый аппарат с космонавтами благополучно приземлился недалеко от стартового стола…
Второй космический полёт лётчик-космонавт СССР, полковник В. Г. Титов совершил с 21 декабря 1987 года по 21 декабря 1988 года, продолжительностью 365 суток 22 часа 38 минут 57 секунд. В качестве командира КК «Союз ТМ-4» он стартовал совместно с космонавтом-испытателем М. Х. Манаровым и космонавтом-исследователем А. С. Левченко, а затем после стыковки с орбитальным научно-исследовательским комплексом «Мир» возглавил 3-ю основную экспедицию. За время пребывания на орбите была выполнена большая программа научных экспериментов и наблюдений, осуществлён приём экспедиций посещения, прибывших на КК «Союз ТМ-5» и «Союз ТМ-6». 26 февраля, 30 июня и 20 октября 1988 года В. Г. Титов выполнил три выхода в открытый космос. По окончании экспедиции КК «Союз ТМ-6» один из членов его экипажа, врач-исследователь В. В. Поляков, остался на станции с В. Г. Титовым и М. Х. Манаровым.
В 1987 году В. Г. Титов окончил Военно-воздушную академию имени Ю. А. Гагарина.
В ноябре 1988 года экипаж 3-й основной экспедиции принял советско-французской экипаж, прибывший на КК «Союз ТМ-7» в составе командира А. А. Волкова, бортинженера С. К. Крикалёва и космонавта-исследователя гражданина Французской Республики Жана-Лу Кретьена. После трёх недель совместной работы советские космонавты В. Г. Титов и М. Х. Манаров, установив рекорд более чем годового пребывания на околоземной орбите, вместе с французским космонавтом Жаном-Лу Кретьеном возвратились на Землю на КК «Союз ТМ-6».
За успешное осуществление длительного космического полёта на орбитальном научно-исследовательском комплексе «Мир» и проявленные при этом мужество и героизм Указом Президиума Верховного Совета СССР от 21 декабря 1988 года лётчику-космонавту СССР полковнику Владимиру Георгиевичу Титову присвоено звание Героя Советского Союза с вручением ордена Ленина и медали «Золотая Звезда» (№ 11 590).
Осенью 1992 года В. Г. Титов начал подготовку к полёту на американском космическом «челноке» Space Shuttle по программе «STS-60» в Космическом центре NASA имени Л. Джонсона в городе Хьюстоне, штат Техас (США).
Третий космический полёт В. Г. Титов совершил с 3 по 11 февраля 1995 года в качестве специалиста полёта шаттла «Дискавери STS-63». Программа полёта включала сближение с орбитальным комплексом «Мир» на расстояние до 10 метров.
С 29 сентября по 6 октября 1997 года полковник В. Г. Титов совершил четвёртый полёт в космос в качестве специалиста полёта шаттла «Атлантис STS-86». В ходе полёта осуществлена стыковка с орбитальным комплексом «Мир», а 1 октября 1997 года В. Г. Титов выполнил выход в космос с борта шаттла. В ходе полёта участвовал в международном общественном научно-просветительском проекте «Знамя Мира».
С 20 августа 1998 года полковник В. Г. Титов — в запасе. После увольнения из армии и отряда космонавтов работал начальником управления пилотируемых программ в ГКНПЦ имени Хруничева. В июне 1999 года назначен директором подразделения компании «Boeing Space & Communications» по России и странам СНГ. Живёт в Москве.
Статистика
| # | Стартовый корабль | Старт, UTC        | Экспедиция       | Корабль посадки  | Посадка, UTC      | Налёт                        | Выходы в открытый космос | Время в открытом космосе |
| - | ----------------- | ----------------- | ---------------- | ---------------- | ----------------- | ---------------------------- | ------------------------ | ------------------------ |
| 1 | Союз Т-8          | 20.04.1983, 13:10 | Союз Т-8         | Союз Т-8         | 22.04.1983, 13:28 | 02 суток 00 часов 17 минут   | 0                        | 0                        |
| 2 | Союз ТМ-4         | 21.12.1987, 11:18 | Союз ТМ-4, Мир-3 | Союз ТМ-6        | 21.12.1988, 09:56 | 365 суток 22 часа 38 минут   | 3                        | 13 часов 47 минут        |
| 3 | Дискавери STS-63  | 03.02.1995, 05:22 | STS-63           | Дискавери STS-63 | 11.02.1995, 11:50 | 08 суток 06 часов 28 минут   | 0                        | 0                        |
| 4 | Атлантис STS-86   | 26.09.1997, 02:34 | STS-86, Мир      | Атлантис STS-86  | 06.10.1997, 21:55 | 10 суток 19 часов 20 минут   | 1                        | 05 часов 01 минута       |
|   |                   |                   |                  |                  |                   | 387 суток 00 часов 43 минуты | 4                        | 18 часов 48 минут        |

## Семья
Отец — Георгий Васильевич Титов (1907—1961), участник Великой Отечественной войны, полковник.
Мать — Вера Евдокимовна Титова (Сыроед) (1920).
Жена — Александра Рюриковна Титова (Хулова) (1955), сотрудница НПО «Конус».
Дочь — Марина Владимировна Титова (1975).
Сын — Юрий Владимирович Титов (1985).

## Воинские звания
- Лейтенант (11.06.1970).
- Старший лейтенант (24.06.1972).
- Капитан (24.07.1974).
- Майор (8.08.1977).
- Подполковник (17.08.1980).
- Полковник (9.07.1983).

## Награды
- медаль «Золотая Звезда» Героя Советского Союза (21.12.1988);
- два ордена Ленина (1983, 21.12.1988);
- орден Красной Звезды (1988);
- медаль «За заслуги в освоении космоса» (12 апреля 2011 года) — за большие заслуги в области исследования, освоения и использования космического пространства, многолетнюю добросовестную работу, активную общественную деятельность[4];
- медаль Алексея Леонова (Кемеровская область, 2015) — за четыре совершённых выхода в открытый космос[5];
- восемь медалей;
- орден Георгия Димитрова (НРБ, 1988);
- орден «Стара Планина» I степени (Болгария, 3 июня 2003 года)[6];
- орден «Солнце Свободы» (Афганистан, 1988);
- командор ордена Почётного легиона (Франция, 1988);
- две медали НАСА «За космический полёт» (NASA Space Flight Medal).